# Fünfkirchen (zámek)

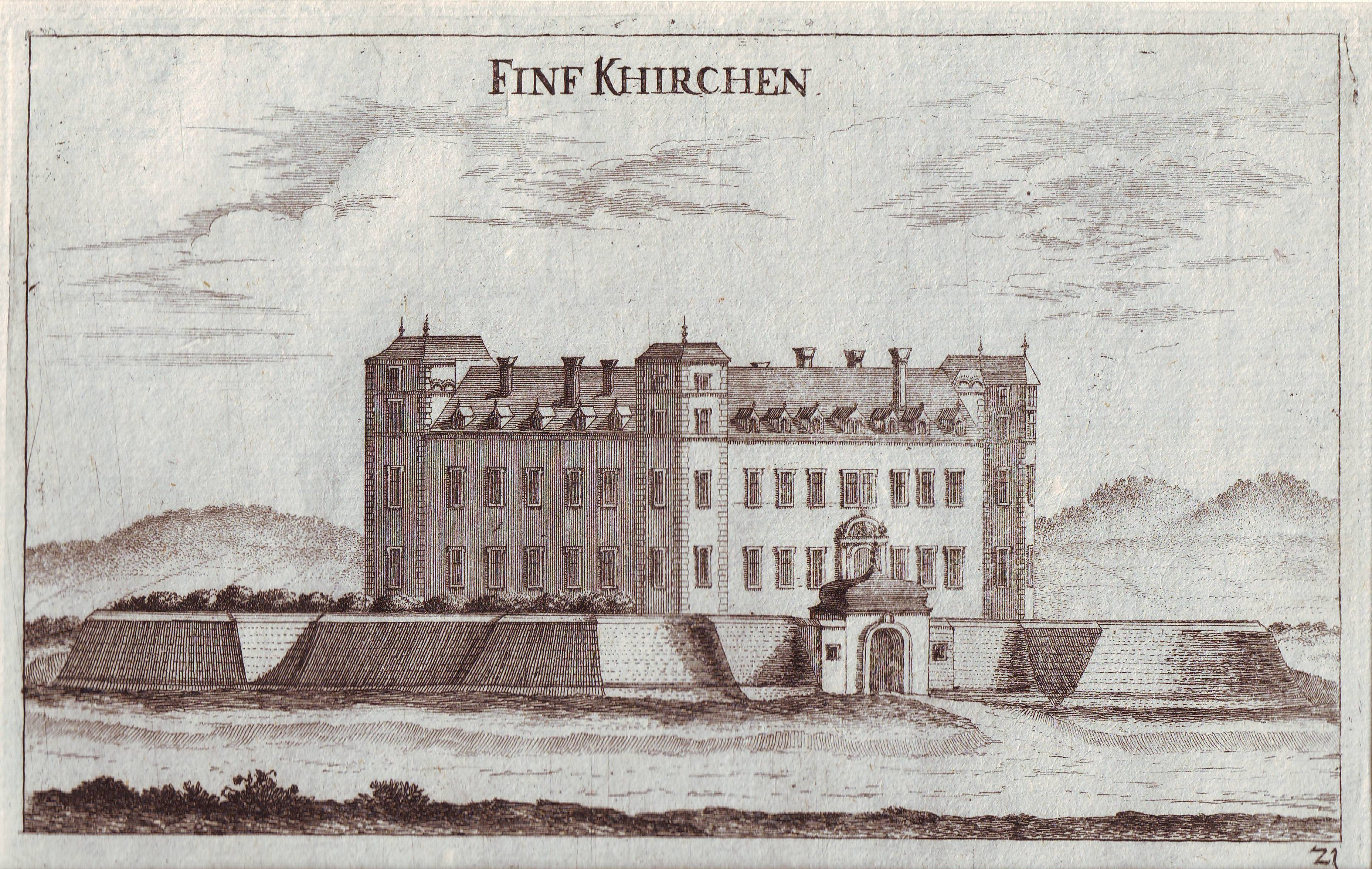
Zámek Fünfkirchen, 17. století

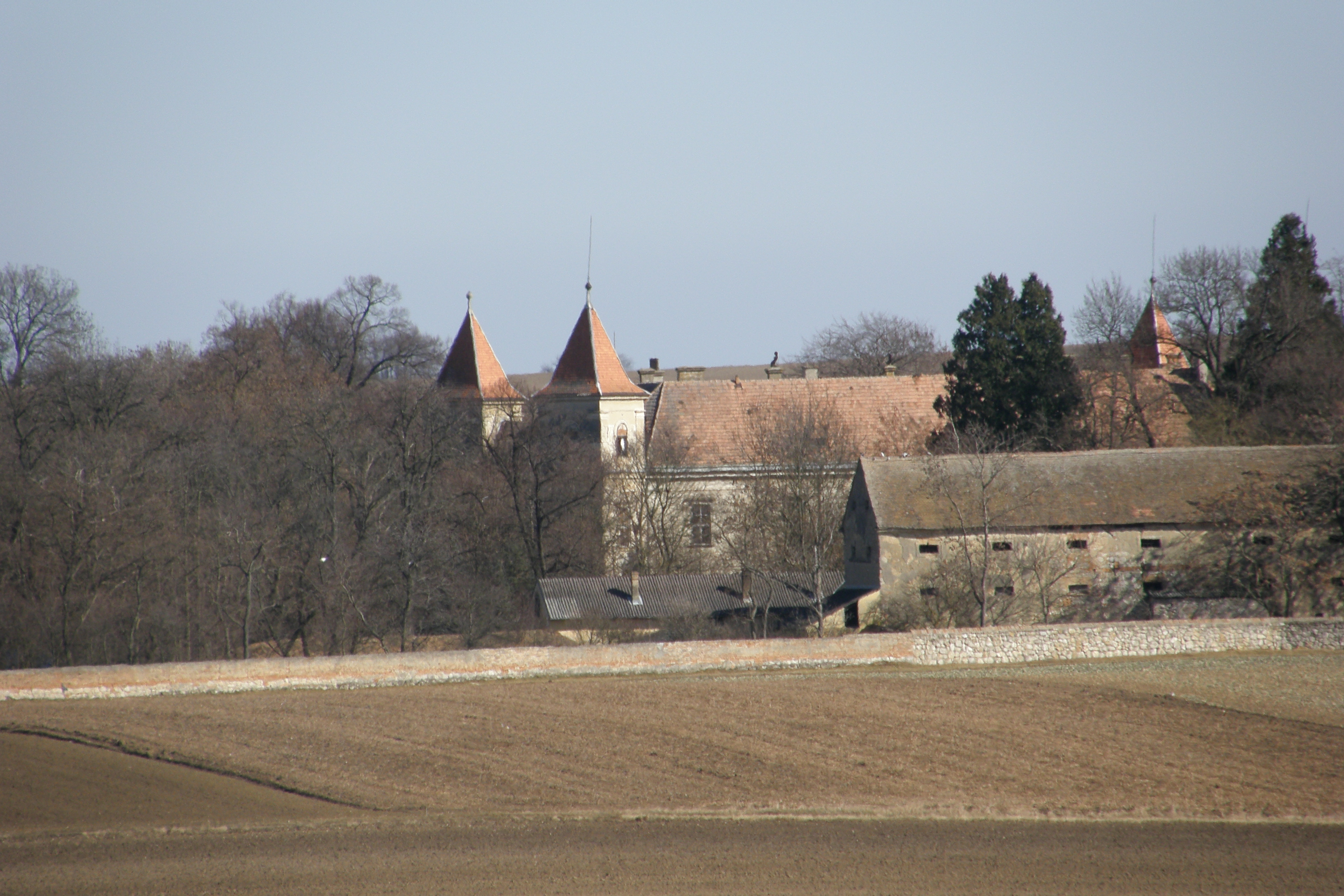
Zámek Fünfkirchen

Zámek Fünfkirchen nebo Zámek Steinebrunn leží v dolnorakouském Weinviertelu (Vinné čtvrti), ve Steinbrunnu, 10 kilometrů severně od Poysdorfu, poblíž hraničního přechodu Drasenhofenu a historického města Mikulova na jižní Moravě. Zámek je dominantou na návrší "Schlossbergu" s rozsáhlým výhledem do okolí.

## Historie
Zámek je pojmenován podle dolnorakouského šlechtického rodu Fünfkirchenů.
V roce 1602 dal baron Johann Bernhard z Fünfkirchenu (1561-1621) vystavět zámek se čtyřmi křídly ve slohu pozdní renesance, jako správní sídlo jeho velkého pozemkového majetku. Do stavby byly včleněny zbytky předchozí pozdně románské stavby. Počátkem 18. století dal hrabě Johann Adam von Fünfkirchenu upravit část zámku barokně. Byla vybudována štuková Sala terrena a byly zachovány zbytky suché malby „al secco“.
V roce 1800 zbytky bývalého opevnění byly začleněny do založeného anglického parku. Poslední velká přestavba následovala v polovině 19. století, kdy se postavilo třetí podlaží, čtyři věže v rozích a pyramidová střecha. Koncem druhé světové války byl zámek vydrancován.

## Dnešní stav
Zámek je v soukromém vlastnictví a je převážně obýván.